# Sincerely ~Ever Dream~
 (mars 2012).
Si vous disposez d'ouvrages ou d'articles de référence ou si vous connaissez des sites web de qualité traitant du thème abordé ici, merci de compléter l'article en donnant les références utiles à sa vérifiabilité et en les liant à la section « Notes et références ».
Singles de dream
Yourself
(2002) Music Is My Thing
(2003)
Sincerely ~Ever Dream~  (écrit : SINCERELY ~ever dream~) est le treizième single du groupe féminin de J-pop dream, produit par Max Matsura, dont les paroles sont écrites par l'une des chanteuses, Mai Matsumoro. Il sort le 10 juin 2002 au Japon sous le label avex trax, cinq mois après le précédent single du groupe, Yourself. Il atteint la 19e place du classement Oricon, et reste classé pendant quatre semaines.
Le maxi-single contient quatre titres : deux chansons et leurs versions instrumentales. La chanson-titre est une reprise avec de nouvelles paroles de la chanson Sincerely composée par Kazuhito Kikuchi, qui figurait sur le premier album du groupe, Dear..., sorti un an et demi auparavant. Elle est utilisée comme générique de fin de la série anime Hikaru no go. Elle figurera, ainsi que la chanson en "face B" Message, sur la première compilation du groupe, Eternal Dream, qui sort deux semaines plus tard.
C'est le dernier single sorti par la formation originale du groupe, en trio ; en effet, Mai Matsumoro quittera le groupe l'été suivant, après la sortie de la compilation Eternal Dream, et sera remplacée par six nouvelles membres. Le prochain single avec cette nouvelle formation sortira huit mois plus tard, en 2003.

## Membres
- Mai Matsumoro
- Kana Tachibana
- Yū Hasebe

## Liste des titres
1. SINCERELY ~~ever dream~ (Original Mix)
2. Message (Original Mix)
3. SINCERELY ~ever dream~ (Instrumental)
4. Message (Instrumental)